# Bomas of Kenya

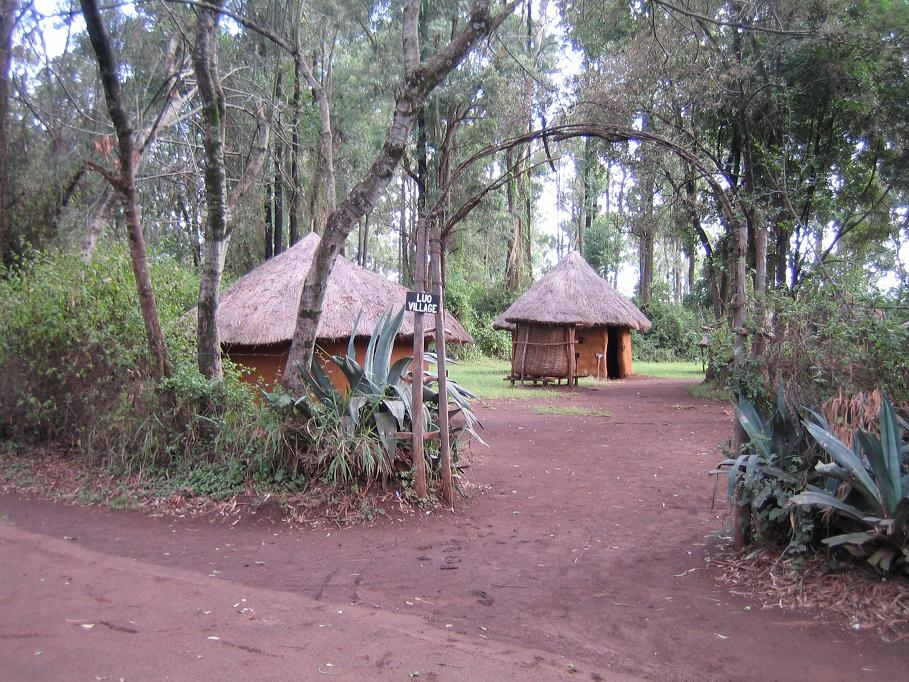
Kegeldachhäuser der Luo

Bomas of Kenya ist ein Touristendorf im Vorort Langata der kenianischen Hauptstadt Nairobi.
Das Freiluftmuseum liegt rund 10 Kilometer südwestlich des Bahnhofs und besteht aus einer Ansammlung unterschiedlicher dörflicher Hausformen mehrerer kenianischer Ethnien. Der Name Boma bedeutet „Wohnplatz, Wohngebäude“. Bomas of Kenya wurde im Jahre 1971 vom kenianischen Touristenbüro (Kenya Tourist Development Corporation) gegründet. Es soll die verschiedenartigen Kulturen Kenias repräsentieren. Im Dorf steht einer der größten Veranstaltungssäle Afrikas mit 3000 Plätzen, in welchem Aufführungen von traditionellen Tänzen und traditioneller Musik geboten werden.